# Ортакьой (мечеть)
Мече́ть Ортакьо́й (тур. Ortaköy Camii), офіційна назва Вели́ка мече́ть Меджидіє́ (тур. Büyük Mecidiye Camii) — мечеть в Стамбулі. Розташована в новій частині міста в районі Ортакьой поруч з Першим Босфорським мостом. Побудована в 1853—1854 роках, має два мінарети.

## Історія
Мечеть побудована в стилі османського бароко. Султан Абдул-Меджид I у 1853 році доручив її будівництво вірменському архітектору Нікогосу Бальяну, який звів її в найкоротший термін. До мечеті примикають два мінарети з білих кам'яних плит, кожен з них має окремий балкон (шерефе).
Як і всі мечеті, побудовані в епоху Абдул-Меджида I, складається з двох частин: гарему й особистих приміщень султана — «хункяр». Внутрішня частина цієї однобанної мечеті прикрашена рожевими мозаїками. Високі та широкі вікна пропускають сонячне світло та віддзеркалюють переливчасті всіма кольорами веселки води Босфору. Молитовна ніша виконана з мармуру та доповнена мозаїками, а мармур кафедри, зі свого боку, покритий порфіром.

## Галерея

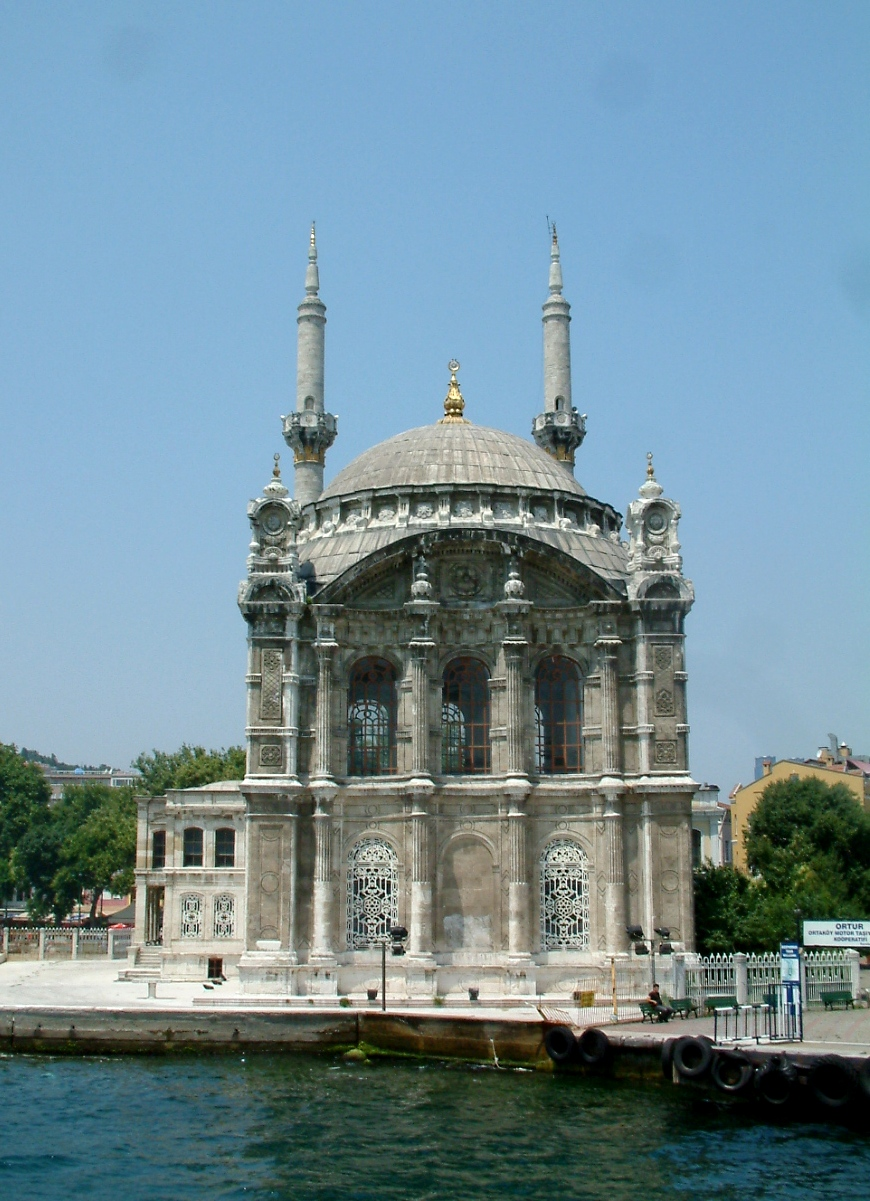
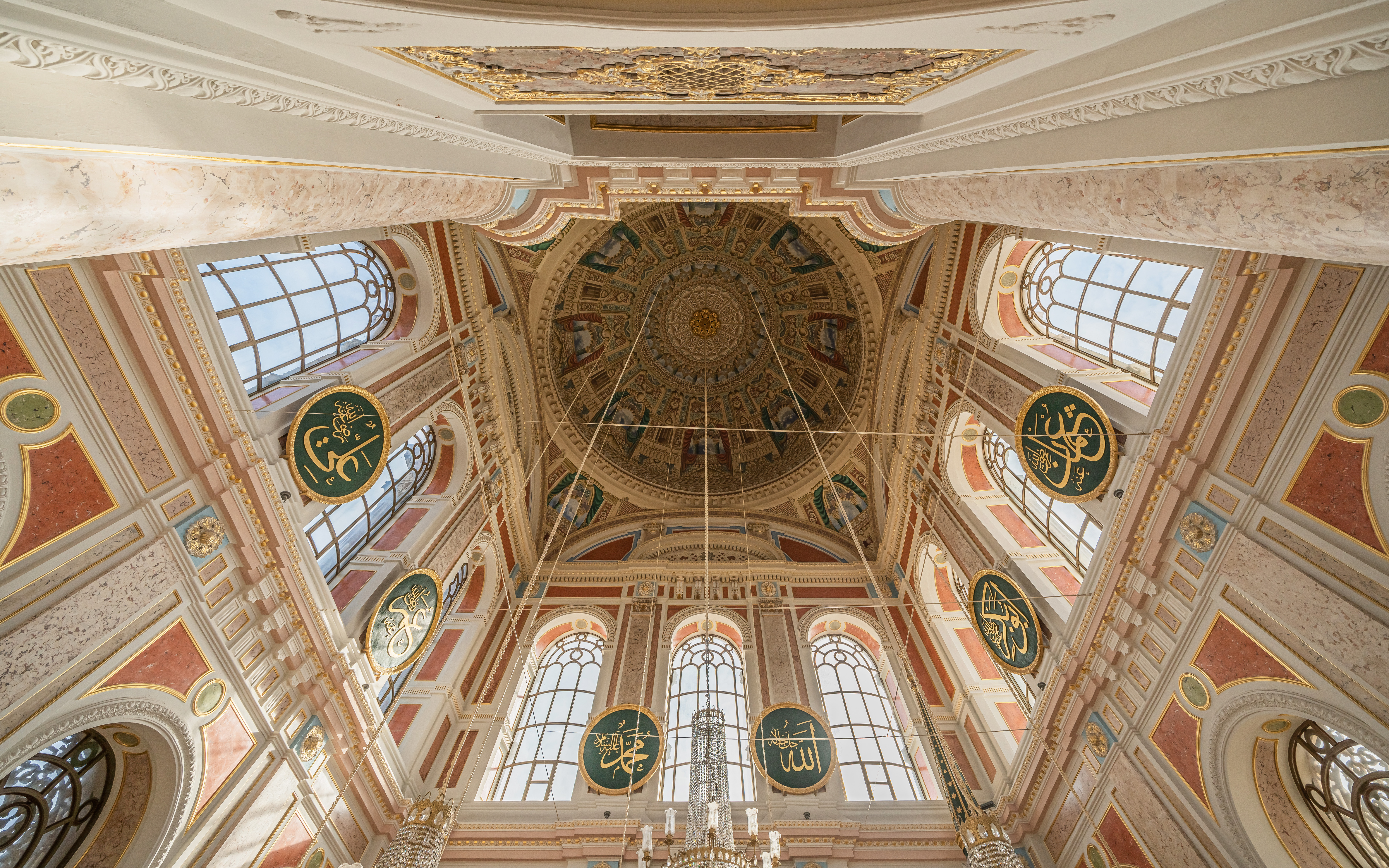
Купол
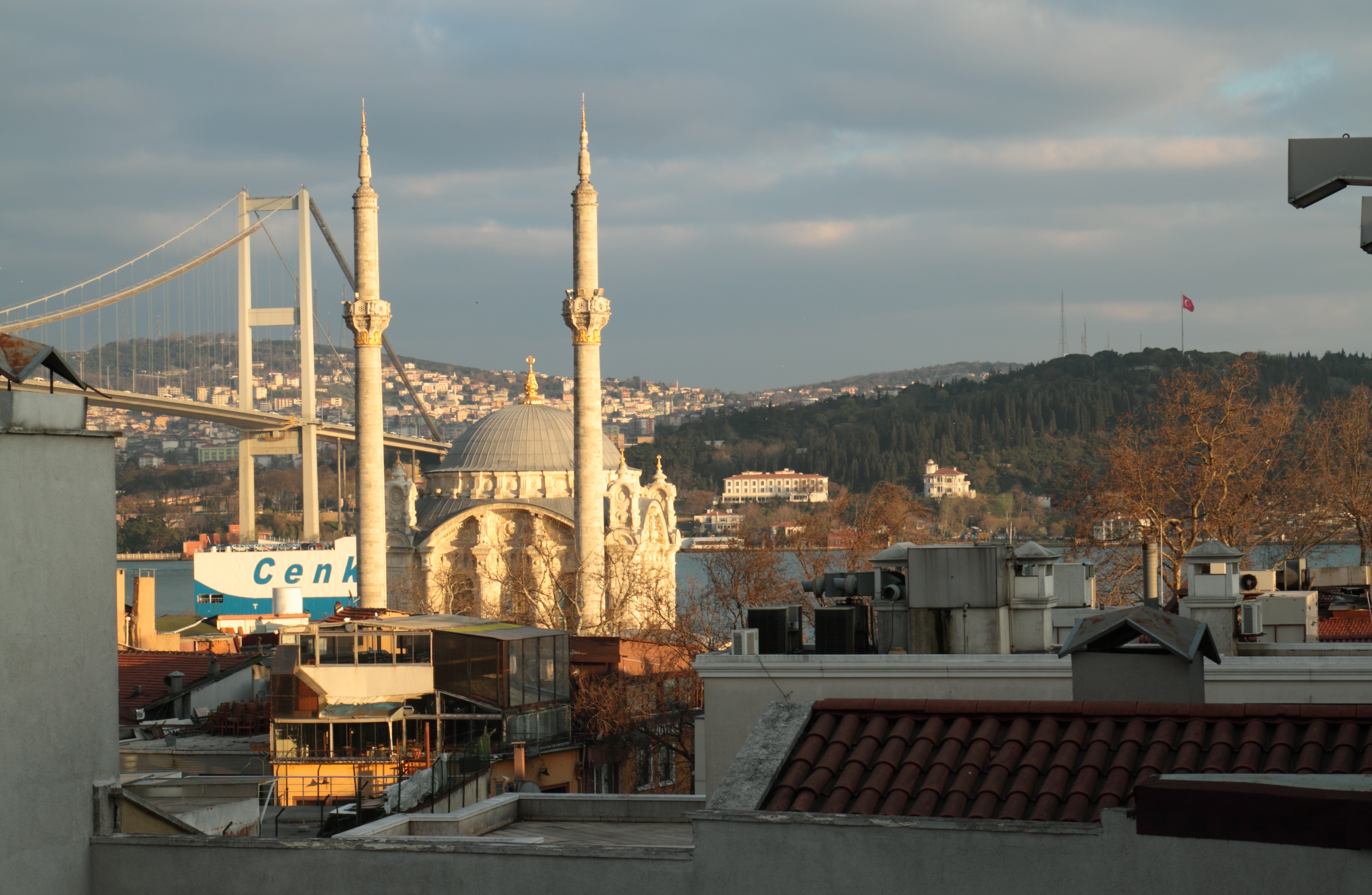
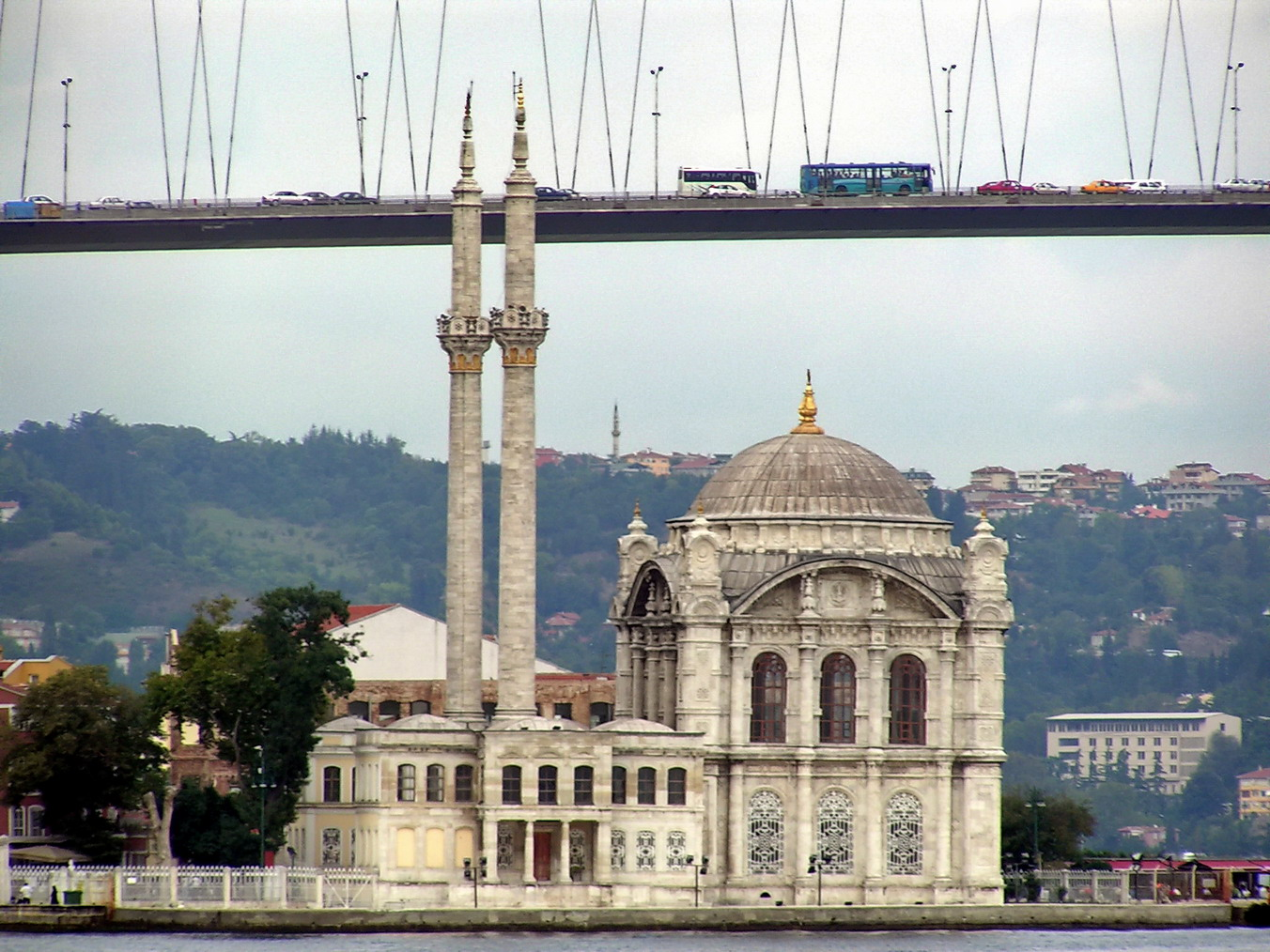
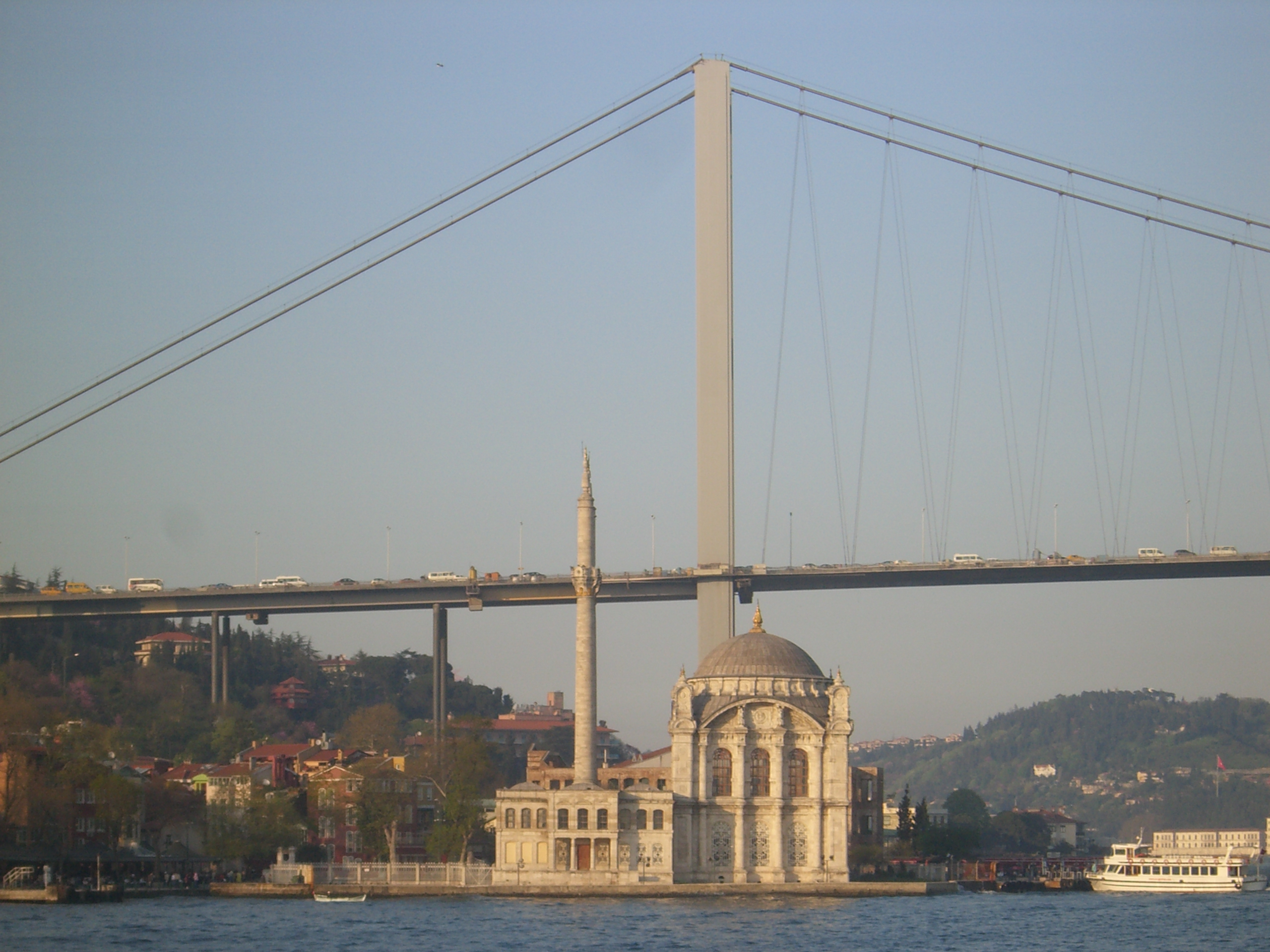
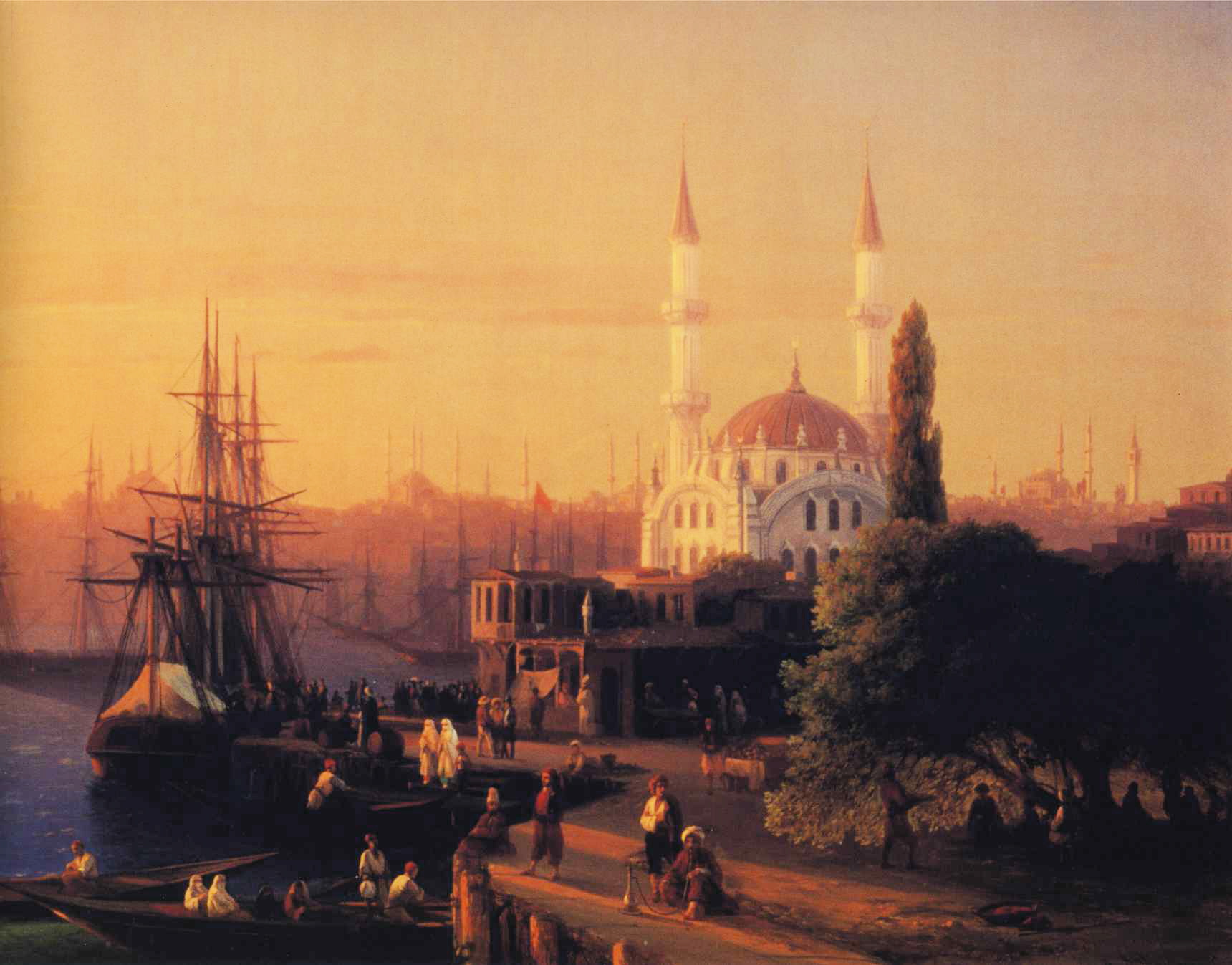
1856, малюнок, Іван Айвазовський
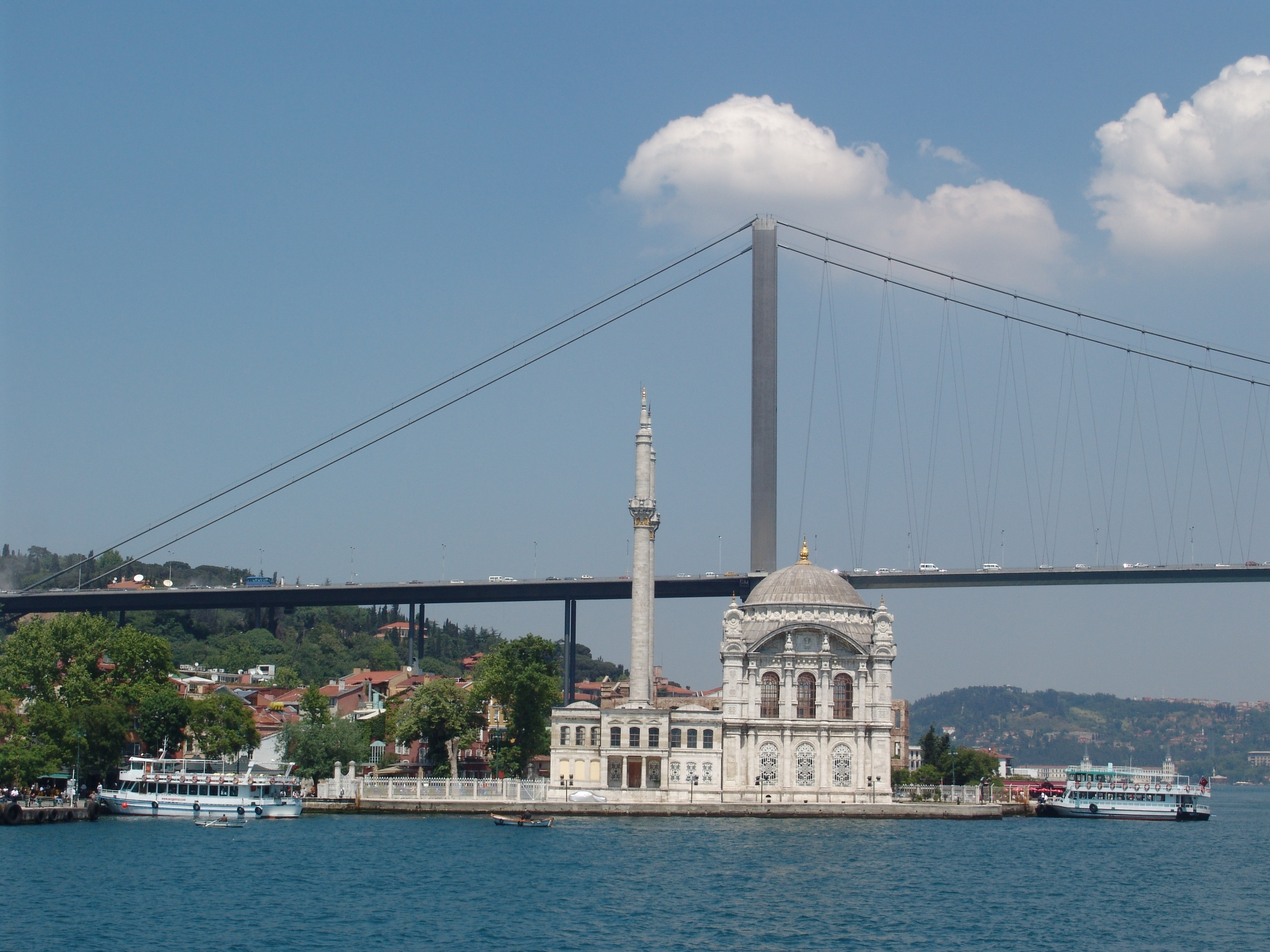
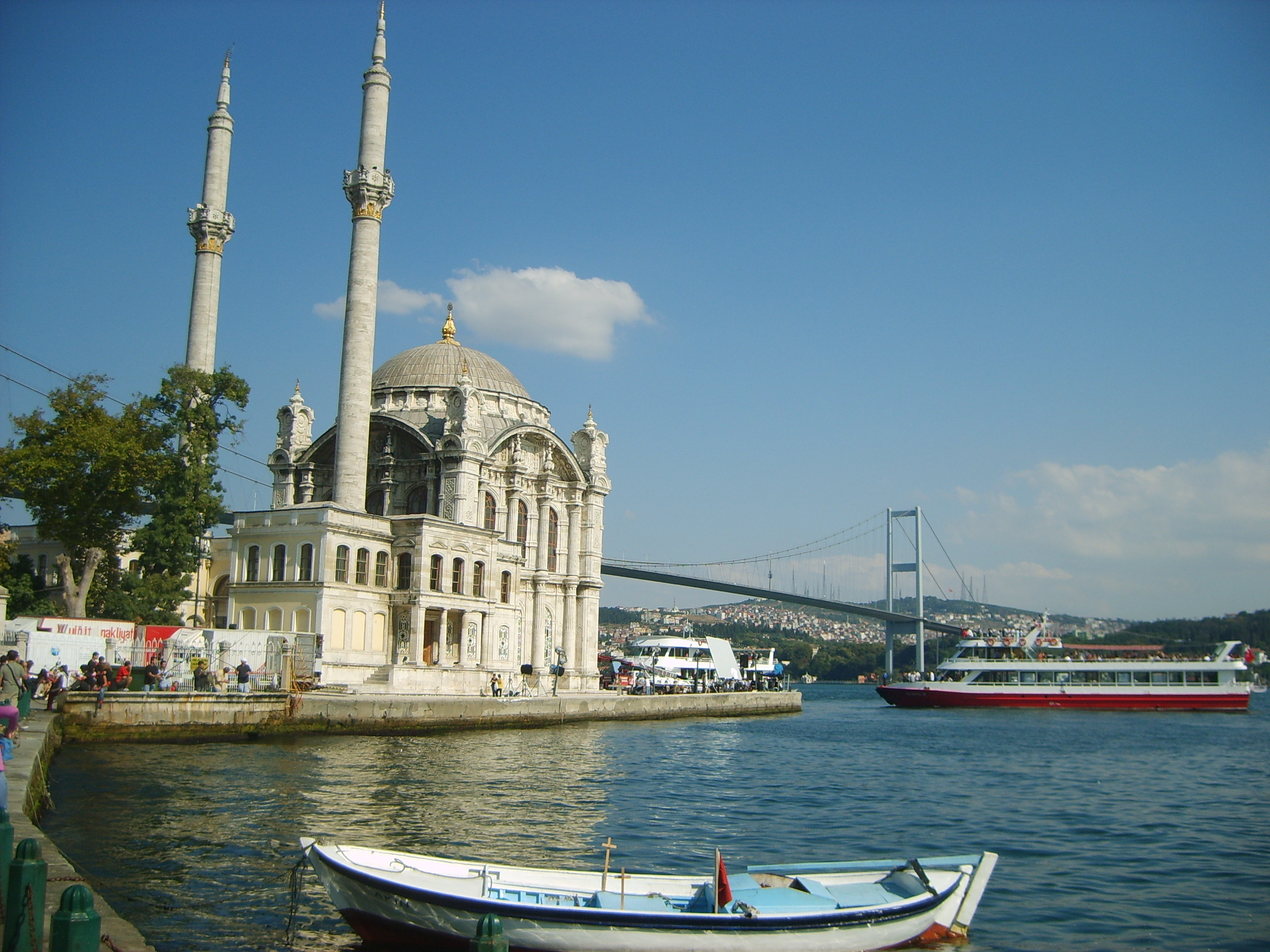
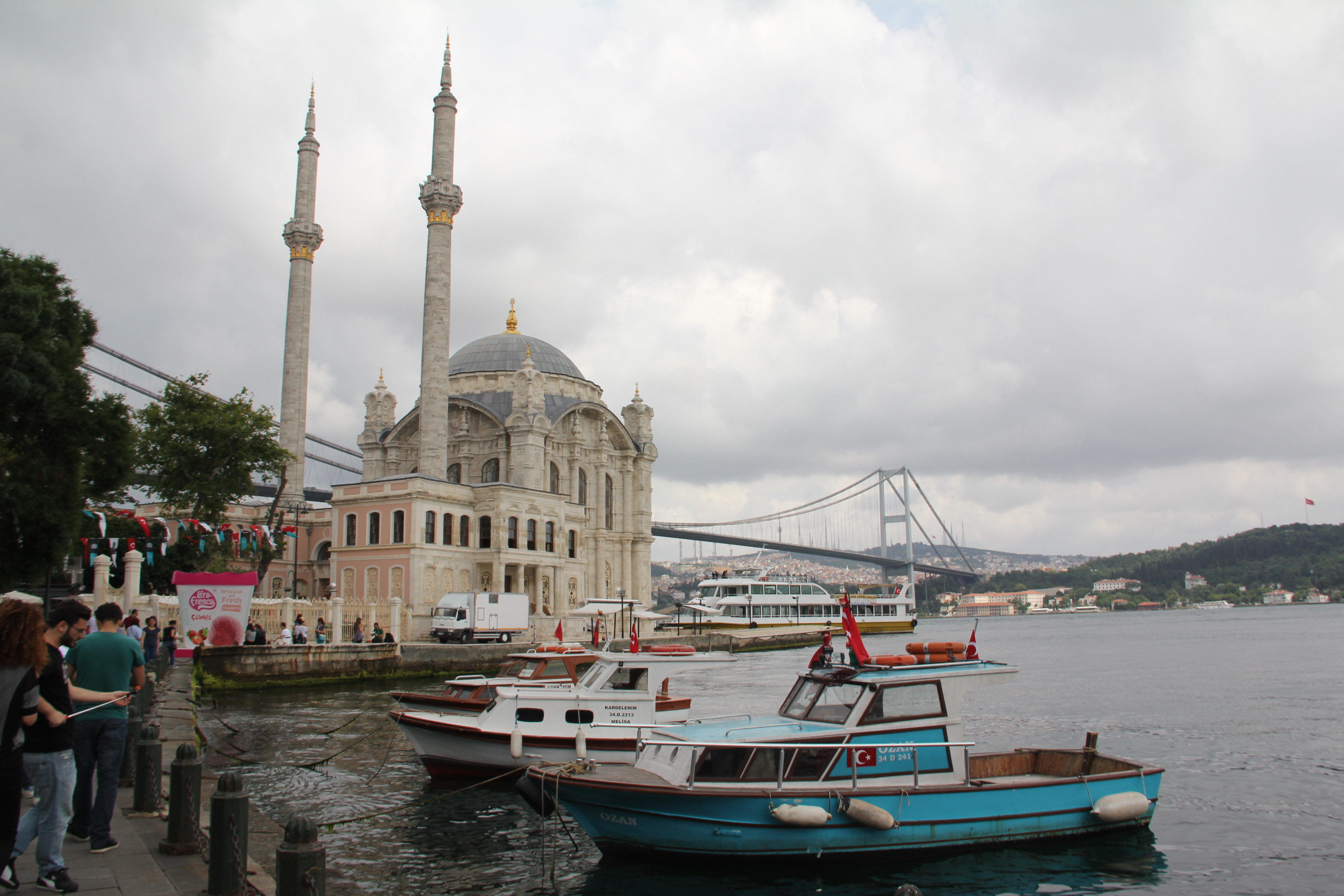